# Diadematacea
Super-ordre
Les Diadematacea sont un super-ordre d’oursins (échinodermes) réguliers de la sous-classe des Euechinoidea.

## Caractéristiques et apomorphies
Les Diadematacea sont caractérisés par un test (coquille) régulier et des épines creuses, souvent longues, disposées sur des mamelons perforés. On trouve des membres de ce genre dans tous les principaux bassins océaniques du globe, principalement dans les régions tropicales.

## Liste des ordres
Selon World Register of Marine Species (12 septembre 2022) :
- Diadematoida (Duncan, 1889)
- Micropygoida (Mortensen, 1839)

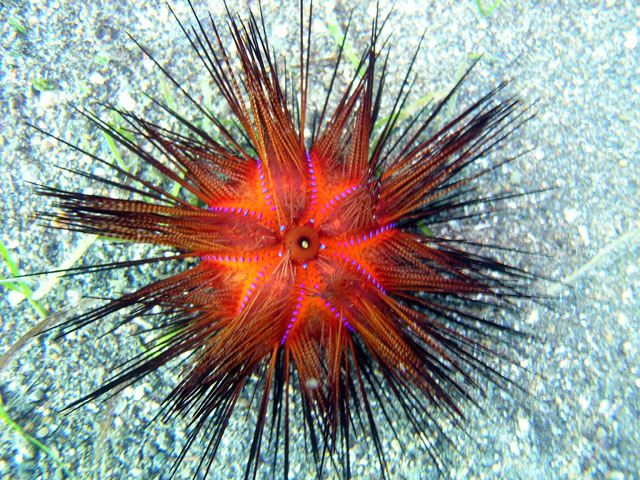
Astropyga radiata.
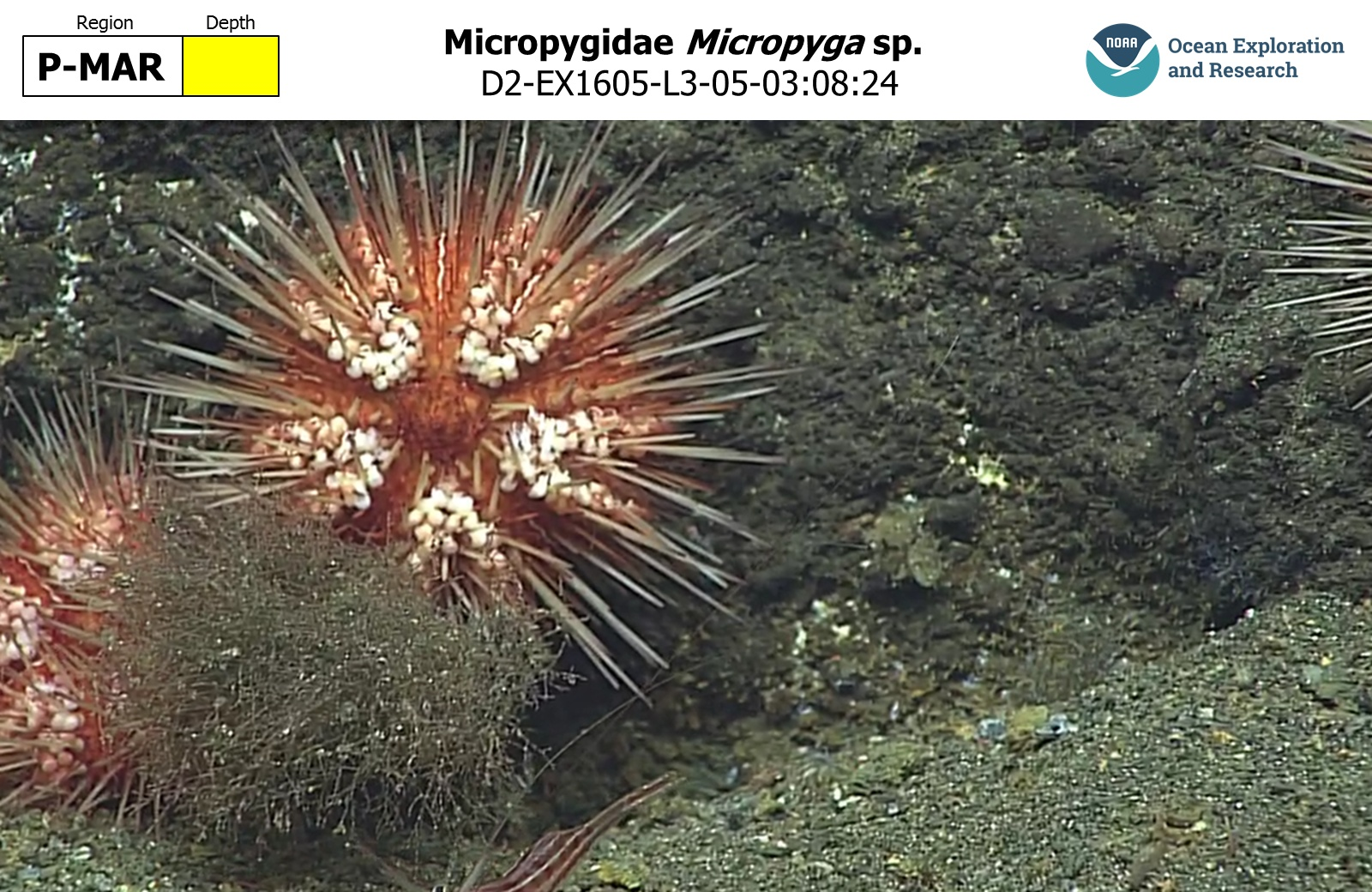
Micropyga sp.